# Los testamentos
Los testamentos es una novela de 2019 de Margaret Atwood. Es una secuela de El cuento de la criada (1985). La novela está ambientada 15 años después de los acontecimientos descritos allí y es narrada por la Tía Lydia, personaje de la novela anterior; Agnes, una joven que vive en Gilead; y Daisy, una muchacha que vive en Canadá.
Los testamentos ganó el Premio Booker 2019 junto con la novela Niña, mujer, otras de Bernardine Evaristo. También fue votada como "Mejor novela de ficción" en los Goodreads Choice Awards 2019, ganando por más de 50 000 votos.

## Trama
El estado de Gilead se constituyó en América del Norte después de una  catástrofe nuclear y bioquímica, y de una guerra sobre las ruinas de la sociedad libre preexistente. Es una teocracia autoritaria que tiene los rasgos del puritanismo estadounidense. Los fundamentalistas misóginos están convencidos de que la infertilidad generalizada de la población es el castigo de Dios por la promiscuidad, la anticoncepción y el aborto, y las han prohibido. Los hombres ejercen todo el poder, las mujeres no tienen derechos. No se les permite leer ni escribir, ni poseer nada. Si todavía son capaces de tener hijos, pueden convertirse en Criadas, y son asignadas a los hombres más poderosos del estado como hembras que habrán de asegurar la supervivencia de la humanidad, que está en peligro de extinción. La sociedad de Galaad justifica la poligamia refiriéndose a la figura del Antiguo Testamento de Raquel, que le dio a su marido a su sierva Bilhah porque ella misma no podía tener hijos.
La novela alterna entre las perspectivas de tres mujeres, a través del manuscrito escrito por una (el Hológrafo de Ardua Hall ) y testimonios de las otras dos, identificadas como Testigos 369A y 369B, respectivamente. Lydia, una jueza divorciada, fue encarcelada con otras mujeres en un estadio durante el establecimiento de Gilead. Después de soportar semanas de condiciones miserables y confinamiento solitario, ella y un pequeño grupo de mujeres fueron seleccionadas por el comandante Judd y la Tía Vidala, partidarios iniciales de Gilead, para convertirse en Tías, un grupo de élite de mujeres encargadas de crear y supervisar las leyes y uniformes que rigen a las mujeres de Galaad. Las Tías utilizan Ardua Hall como su sede y disfrutan de ciertos privilegios que incluyen la lectura de textos "prohibidos" en "una de las pocas bibliotecas que perviven tras las entusiastas quemas de libros que han tenido lugar en el país", como la Apología Pro Vita Sua del cardenal John Henry Newman. En secreto, la Tía Lydia desprecia a Gilead y se convierte en un topo que proporciona información crítica a la organización de resistencia Mayday.
Ninguno de los líderes de Galaad parece seguir creyendo en la ideología de la tiranía religiosa. Tampoco las Tías, entre las que prevalecen los conflictos, los rencores, el espionaje y las denuncias. Mientras tanto, "un gran número de ex dignatarios han sido colgados en la pared", como suele ser el caso en un régimen autoritario. Lo que es nuevo es que Gilead está enviando misioneros a otros países cuyo verdadero objetivo es atraer al país a mujeres jóvenes en edad fértil.
Quince años después de los eventos de El cuento de la criada, una niña llamada Agnes Jemima crece en Boston como la hija adoptiva del comandante Kyle y su esposa Tabitha. Agnes tiene una relación entrañable con Tabitha, quien luego muere por problemas de salud. Agnes y sus compañeras de clase Becka y Sunamita asisten a una escuela preparatoria de élite para las hijas de los comandantes, donde se les enseña a llevar una casa, pero no a alfabetizarse. Una vez viudo, el Comandante Kyle se casa con Paula, la viuda de un Comandante fallecido, que desprecia a Agnes. Deseando darle un hijo a Paula, adquiere una Criada, que concibe con éxito pero luego muere al dar a luz. Se ha dispuesto que Agnes se case con el comandante Judd, ahora un oficial de alto rango a cargo de los Ojos, que vigila a la población de Gilead.
Al enterarse de que es la hija de una Criada, Agnes logra escapar del matrimonio arreglado convirtiéndose en una Suplicante, una posible Tía. En esa búsqueda, se une a Becka, cuyo padre, el Doctor Grove, un destacado dentista, ha estado abusando sexualmente de ella y de sus otras pacientes menores de edad durante años. Más tarde, Agnes recibe de forma anónima archivos que destacan la corrupción y la hipocresía en Gilead, específicamente evidencia de adulterio entre el Comandante Kyle y Paula y sus planes para asesinar a sus respectivos cónyuges ya que el divorcio está prohibido. También se entera de que es la media hermana de "Baby Nicole", una niña que su madre sacó de contrabando de Gilead a Canadá cuando era joven, y cuya devolución ha estado exigiendo el gobierno de Gilead.
Mientras tanto, una niña llamada Daisy, varios años menor que Agnes, crece en Queen Street West de Toronto con sus padres adoptivos, Neil y Melanie. La pareja posee una tienda de ropa de segunda mano que sirve como fachada para Mayday para sacar mujeres de contrabando de Gilead. El día en que Daisy cumple 16 años, sus padres adoptivos son asesinados por agentes encubiertos de Gilead. Varios agentes de Mayday animan a Daisy a esconderse y revelan que ella es en realidad Nicole. Los agentes de Mayday la reclutan en una misión para infiltrarse en Gilead y obtener información valiosa de su misterioso topo. Nicole se hace pasar por una niña de la calle llamada Jade para ser reclutada por Pearl Girls (misioneras de Galaad que atraen a mujeres extranjeras a Galaad con la promesa de una vida mejor), quienes la recogen y la llevan a Galaad.
La encubierta Nicole queda bajo el cuidado de Agnes y Becka, quienes ahora se llaman respectivamente Tías Victoria e Immortelle. La Tía Lydia confirma que "Jade" es Nicole a través de un tatuaje y revela su verdadera identidad y parentesco a Agnes y Becka. Tanto Agnes como Nicole son las hijas de Defred, la protagonista de El cuento de la criada. Al revelarse a sí misma como el topo de Mayday, la Tía Lydia recluta a las tres jóvenes para pasar de contrabando información incriminatoria sobre la élite de Gilead a Canadá. Nicole tiene la tarea de llevar los archivos dentro de un micropunto en su tatuaje cruciforme. Agnes y Nicole ingresarán a Canadá haciéndose pasar por Pearl Girls, y Nicole se hará pasar por Becka. La verdadera Becka, dándose por Jade, debe permanecer en el salón y proporcionar distracción una vez que se descubra que Nicole desapareció. Obligadas a acelerar sus planes cuando el comandante Judd se entera de la presencia de Nicole y tiene la intención de casarse con ella, Agnes y Nicole huyen, hiriendo a la Tía Vidala en el proceso. Viajan en autobús y a pie, luego en bote a lo largo del río Penobscot. Logran llegar a la isla Campobello en un bote inflable y son recogidas por un equipo de Mayday. Mientras tanto, la Tía Lydia, para ganar más tiempo para Agnes y Nicole y asegurar su propio puesto en Ardua Hall, le dice a la Tía Elizabeth que la Tía Vidala la acusó de atacarla, esperando que Elizabeth la mate.
Usando la información dentro del micropunto de Nicole, los medios canadienses filtran información escandalosa sobre la élite de Gilead, lo que conduce a una purga que a su vez provoca un golpe militar, ocasionando el colapso de Gilead y la posterior restauración de los Estados Unidos. Agnes y Nicole se reencuentran con su madre. Becka muere mientras se esconde en una cisterna para perpetuar la artimaña de que "Jade" se había escapado con un plomero. Lydia, la autora de Ardua Hall Holograph, cierra su historia describiendo su plan para suicidarse con una sobredosis de morfina antes de que pueda ser interrogada y ejecutada.
La novela concluye con un epílogo metaficcional, descrito como una transcripción parcial en el Decimotercer Simposio sobre Estudios Gileadeanos en 2197, presentado por el profesor James Darcy Pieixoto. Habla sobre los desafíos para verificar la autenticidad del Hológrafo de Ardua Hall y las dos transcripciones de testigos de Agnes y Nicole. También especula que la madre de Agnes y Nicole podría ser la Defred del libro anterior, aunque él mismo admite no estar seguro. Concluye mencionando la estatua que se hizo en conmemoración de Becka por sus acciones, habiendo asistido a su dedicación Agnes y Nicole, sus esposos e hijos, su madre y sus respectivos padres.

## Personajes

### Tía Lydia
La protagonista, Tía Lydia, apareció por primera vez como personaje en El cuento de la criada, en el cual era una sádica, un monstruo que senTía un placer palpable en hacer sufrir a Defred, la protagonista, mientras la entrenaba para convertirse en una Tía. "Esta Tía Lydia es una operadora política astuta, una ex jueza que vio a Gilead levantarse a su alrededor y descubrió muy rápidamente lo que tendría que hacer para sobrevivir, prosperar y acumular algo de poder para sí misma."  Narra su vida en un manuscrito ilícito, incluidos los detalles de su vida antes de Gilead y cómo llegó a ser Tía. También medita sobre el funcionamiento interno de la teocracia de Gilead, su hipocresía y corrupción endémica. El manuscrito de Lydia se publica más tarde como el Hológrafo de Ardua Hall, también conocido como Los Testamentos. La procedencia del libro, como el de Defred, que se publicó como El cuento de la criada, está en duda. En Los Testamentos, la Tía Lydia emerge como una mujer que acepta que debe hacer lo necesario para mantenerse con vida, pero que silenciosamente trata de actuar dentro del sistema para buscar una cierta medida de justicia, equidad y compasión. Lydia está cerca de la muerte y se está preparando para darle algún uso al poder que ha acumulado. Toma una decisión: “¿A quién llevarme conmigo? He hecho mi lista." En un primer momento no está claro en qué dirección se mueven sus maquinaciones, si contra los poderosos de Gilead o contra sus víctimas.

### Agnes Jemima
Agnes Jemima fue adoptada por el comandante Kyle y su esposa Tabitha, quienes la criaron para que se convirtiera en la esposa de un comandante. Cuando pasa a ser Suplicante, toma el nombre de Tía Victoria,  Es criada sin ningún conocimiento de sus verdaderos orígenes. En su narración, Agnes reflexiona sobre cómo un sistema represivo implica una cierta normalidad para aquellos que viven en él, y señala que, a pesar de la opresión que vivió allí, experimenta el fin de Gilead como una pérdida.

### Nicole
Daisy es criada en Toronto por padres adoptivos, sin saber que nació en Gilead y que el movimiento de resistencia Mayday la llevó de contrabando a Canadá cuando era bebé. Sus padres adoptivos tienen una tienda de segunda mano que sirve como centro de noticias para el movimiento. Daisy se interesa cada vez más por las injusticias en la vecina Gilead y comienza a involucrarse en la política. Cuando sus padres adoptivos son asesinados por el gobierno de Gilead, Daisy se ve obligada a huir. Los miembros de Mayday le informan sobre sus orígenes. Se entera de que ella es la famosa niña llamada Nichole, cuya extradición sigue exigiendo Gilead y que se ha convertido en un elemento central de la propaganda estatal de Gilead y en un símbolo de protesta contra Gilead en otros estados. Mayday tiene contacto en Gilead con una persona influyente inicialmente no identificada. Con su ayuda, Nichole se hace pasar por Jade, una muchacha que quiere convertirse a la religión estatal de Gilead, pero en realidad infiltrándose en el estado para intercambiar mensajes. El contacto en Gilead resulta ser la tía Lydia, quien reúne a Nichole con su media hermana Agnes y les posibilita a ambas escapar juntas de Gilead. Ella les confía las pruebas que ha recopilado, cuyo lanzamiento en Canadá, tiene el potencial de desestabilizar a Gilead.

## Recepción
Constance Grady señaló las diferencias entre El cuento de la criada y Los Testamentos: "La línea que todos recuerdan de El cuento de la criada, la pesadilla distópica de Margaret Atwood de 1985 de una novela, es 'No dejes que los bastardos te aplasten'. En El cuento de la criada, esa línea es desgarradoramente irónica. Nuestra protagonista, Defred, es aplastada por los bastardos que controlan su vida. Está reducida, acorralada, privada de todo lo que le permite una verdadera identidad, incluso su verdadero nombre, que nunca sabremos, y siglos después de su muerte, vemos a los académicos que estudian su historia hacer bromas sucias a su costa y comentarios sarcásticos sobre su mezquindad. No hay escapatoria [...] En cambio, Los Testamentos es un libro lleno de esperanza. Es escapista. Es un thriller. Es un poco un viaje de placer {...] Pero también significa que esta secuela se siente un poco menos veraz, un poco menos probable de volverse inmortal que su predecesora."
Serena Davies de The Daily Telegraph describió Los Testamentos como "una secuela espeluznante y poderosa". Concluyó: "Atwood nos ha dado un éxito de taquilla de narrativa propulsora, casi sin aliento, repleta de giros y vueltas dignos de una novela gótica ".
EL TAZ de Berlín relativizó la importancia de la novela: "Sin embargo [...] la novela [...] no abre realmente nuevas dimensiones. Mientras que El cuento de la criada se leyó correctamente como un experimento mental poderoso y políticamente acusatorio, Los testamentos es una historia de aventuras escrita enérgicamente. No más, pero al menos no menos. Piénsese: ¡una novela de aventuras con héroes exclusivamente femeninos!" 
The Guardian señaló también las debilidades de la novela en comparación con su predecesora: "Donde el primer libro negociaba de manera tan concisa y memorable en la ofuscación, la desesperación y la oscuridad, la secuela ve cómo se encienden lentamente las luces. Donde, al final de la primera, June fue metida en la parte trasera de una camioneta sin saber si se anunciaba su "fin” o su “comienzo”, en esta segunda novela tenemos un sentido casi shakesperiano de que todo está bien si termina bien. No solo varios chicos malos reciben su merecido, sino que hay una fuerte sensación de bondad ganando el día, incluso, susurrando, indicios de algo que podría equivaler a un final feliz. [,,,] Otro problema, que se vuelve más preocupante a medida que se desarrolla la novela, es la falta de subtexto emocional, o de hecho, a veces, de ningún subtexto. En Los testamentos, lo que ves es lo que obtienes, con cualquier posibilidad de equívoco, matiz o complejidad real ( o la posibilidad de que los lectores imaginen cualquier cosa por sí mismos) sacrificados una y otra vez al ritmo y la trama."
Laura Freeman evaluó de forma lapidaria la obra: "Pero si El cuento de la criada fue la obra maestra de Atwood, Los testamentos es un paso en falso. El cuento de la criada terminó con una nota de interrogación: "¿Hay alguna pregunta?" Hubiera sido mejor dejar esas preguntas sin respuesta."

## Relación con las series de televisión
Atwood escribió Los Testamentos en coordinación con la serie de televisión en curso El cuento de la criada, informando a los productores a dónde estaba llevando la secuela y afirmando que las historias de ciertos personajes no se ven afectadas por la forma en que aparecen en Los Testamentos, ya que el escenario de la serie de televisión está a varios años de distancia de retratar directamente los acontecimientos en esta novela. Bruce Miller, productor de la serie de televisión, ha reconocido que la trama de la nueva novela se tendrá en cuenta a medida que la serie continúe.

## Formatos
La novela se lanzó simultáneamente como libro y audiolibro con Ann Dowd repitiendo y narrando el papel principal de la Tía Lydia. Atwood dijo que la actuación de Dowd como la Tía Lydia en la serie ayudó a inspirar la nueva novela. El papel de Agnes lo lee Bryce Dallas Howard, mientras que Daisy/Nicole lo lee Mae Whitman . Tantoo Cardinal y Derek Jacobi leen los papeles de los eruditos en el epílogo. El audiolibro también presenta a la propia Atwood.
En una adaptación separada, BBC Radio 4 serializó la novela en 15 episodios de un cuarto de hora.